# Trentino Volley 2023-2024 (femminile)
Questa voce raccoglie le informazioni riguardanti la Trentino Volley nelle competizioni ufficiali della stagione 2023-2024.

## Stagione
Nella stagione 2023-24 la Trentino Volley assume la denominazione sponsorizzata di ITAS Trentino.
Partecipa per la prima volta alla Serie A1, dopo essere stata promossa dalla Serie A2; chiude la regular season di campionato al quattordicesimo posto in classifica, retrocedendo nella serie cadetta.

## Organigramma societario
Area direttiva
- Presidente: Bruno Da Re
- Team manager: Serena Avi
- Direttore sportivo: Duccio Ripasarti

Area tecnica
- Allenatore: Marco Sinibaldi (fino al 27 dicembre 2023), Davide Mazzanti (dal 27 dicembre 2023)
- Allenatore in seconda: Milo Piccinini
- Assistente allenatore: Nadia Centoni
- Scout man: Alessio Contrario

Area comunicazione
- Addetto stampa: Marco Fontana

Area sanitaria
- Preparatore atletico: Alessandro Gelmi
- Fisioterapista: Davide Gelmi

## Rosa
| N° | Nome                  | Ruolo | Data di nascita   | Nazionalità sportiva |
| -- | --------------------- | ----- | ----------------- | -------------------- |
| 1  | Jana Ščerban'         | S     | 6 settembre 1989  | Russia               |
| 2  | Viola Passaro         | P     | 30 novembre 2004  | Italia               |
| 3  | Chiara Mason          | S     | 11 luglio 2000    | Italia               |
| 4  | Roslandy Acosta       | S     | 25 febbraio 1992  | Venezuela            |
| 5  | Francesca Michieletto | S     | 10 settembre 1997 | Italia               |
| 6  | Gaia Guiducci         | P     | 9 marzo 2002      | Italia               |
| 7  | Rossella Olivotto     | C     | 27 aprile 1991    | Italia               |
| 8  | Giulia Marconato      | C     | 26 aprile 2003    | Italia               |
| 9  | Martina Stocco        | P     | 27 gennaio 2000   | Italia               |
| 10 | Francesca Parlangeli  | L     | 23 febbraio 1990  | Italia               |
| 11 | Carly DeHoog          | O     | 14 ottobre 1994   | Stati Uniti          |
| 12 | Giulia Angelina       | S     | 26 febbraio 1997  | Italia               |
| 13 | Valentina Zago        | O     | 21 febbraio 1990  | Italia               |
| 14 | Iris Scholten         | O     | 15 novembre 1999  | Paesi Bassi          |
| 16 | Madeleine Gates       | C     | 30 ottobre 1998   | Stati Uniti          |
| 18 | Gaia Moretto          | C     | 18 settembre 1994 | Italia               |
| 19 | Alessandra Mistretta  | L     | 5 febbraio 2002   | Italia               |

## Mercato
| Acquisti                               | Acquisti             | Acquisti            | Acquisti   |
| R.                                     | Nome                 | da                  | Modalità   |
| -------------------------------------- | -------------------- | ------------------- | ---------- |
| S                                      | Giulia Angelina      | Montecchio Maggiore | definitivo |
| C                                      | Giulia Marconato     | Montecchio Maggiore | definitivo |
| L                                      | Alessandra Mistretta | Futura Giovani      | definitivo |
| C                                      | Madeleine Gates      | RC Cannes           | definitivo |
| P                                      | Gaia Guiducci        | Firenze             | definitivo |
| C                                      | Rossella Olivotto    | UYBA                | definitivo |
| S                                      | Jana Ščerban'        | Savino Del Bene     | definitivo |
| O                                      | Valentina Zago       | Pinerolo            | definitivo |
| Trasferimenti nel corso della stagione |                      |                     |            |
| S                                      | Roslandy Acosta      | Casalmaggiore       | definitivo |
| P                                      | Viola Passaro        | Megavolley          | definitivo |
| O                                      | Iris Scholten        | Shenzhen            | definitivo |

| Cessioni                               | Cessioni             | Cessioni      | Cessioni   |
| R.                                     | Nome                 | a             | Modalità   |
| -------------------------------------- | -------------------- | ------------- | ---------- |
| O                                      | Elena Bisio          | Idea Sassuolo | definitivo |
| P                                      | Asia Bonelli         | Helvia Recina | definitivo |
| C                                      | Silvia Fondriest     | -             | ritirata   |
| S                                      | Jessica Joly         | Sant'Anna     | definitivo |
| L                                      | Chiara Libardi       | -             | svincolata |
| C                                      | Denise Meli          | Alba          | definitivo |
| S                                      | Annalisa Michieletto | -             | svincolata |
| P                                      | Ester Serafini       | Villejuif     | definitivo |
| Trasferimenti nel corso della stagione |                      |               |            |
| S                                      | Chiara Mason         | Pinerolo      | definitivo |
| O                                      | Valentina Zago       | Aras Kargo    | definitivo |

## Risultati

### Serie A1

#### Girone di andata
| 1ª giornata - 8 ottobre 2023 PalaVerde, Villorba              | Imoco         | 3 - 0 | Trentino        | 25-18, 25-16, 25-18               |
| 2ª giornata - 14 ottobre 2023 PalaTrento, Trentino            | Trentino      | 1 - 3 | Pro Victoria    | 17-25, 20-25, 25-23, 18-25        |
| 3ª giornata - 22 ottobre 2023 PalaRadi, Cremona               | Casalmaggiore | 3 - 0 | Trentino        | 25-22, 25-22, 25-13               |
| 4ª giornata - 29 ottobre 2023 PalaTrento, Trentino            | Trentino      | 1 - 3 | Firenze         | 18-25, 13-25, 25-17, 21-25        |
| 5ª giornata - 1º novembre 2023 PalaTerdoppio, Novara          | AGIL          | 3 - 0 | Trentino        | 25-23, 25-19, 25-20               |
| 6ª giornata - 4 novembre 2023 PalaTrento, Trentino            | Trentino      | 0 - 3 | Savino Del Bene | 16-25, 16-25, 18-25               |
| 7ª giornata - 11 novembre 2023 PalaTrento, Trentino           | Trentino      | 3 - 2 | Cuneo Granda    | 25-22, 23-25, 28-26, 23-25, 15-13 |
| 8ª giornata - 18 novembre 2023 PalaMaddalene, Chieri          | Chieri '76    | 3 - 1 | Trentino        | 25-19, 22-25, 25-20, 25-17        |
| 9ª giornata - 25 novembre 2023 PalaTrento, Trentino           | Trentino      | 0 - 3 | Megavolley      | 24-26, 18-25, 14-25               |
| 10ª giornata - 3 dicembre 2023 PalaFacchetti, Treviglio       | Bergamo 1991  | 3 - 0 | Trentino        | 28-26, 25-16, 25-16               |
| 11ª giornata - 10 dicembre 2023 PalaTrento, Trentino          | Trentino      | 0 - 3 | Roma Club       | 22-25, 20-25, 14-25               |
| 12ª giornata - 17 dicembre 2023 PalaPiantanida, Busto Arsizio | UYBA          | 3 - 0 | Trentino        | 25-23 25-14 25-19                 |
| 13ª giornata - 22 dicembre 2023 PalaTrento, Trentino          | Trentino      | 2 - 3 | Pinerolo        | 25-17, 17-25, 24-26, 26-24, 20-22 |

#### Girone di ritorno
| 14ª giornata - 26 dicembre 2023 PalaTrento, Trentino                      | Trentino        | 0 - 3 | Imoco         | 19-25, 18-25, 21-25               |
| 15ª giornata - 7 gennaio 2024 Palalido, Milano                            | Pro Victoria    | 3 - 0 | Trentino      | 25-13, 25-23, 25-22               |
| 16ª giornata - 13 gennaio 2024 PalaTrento, Trentino                       | Trentino        | 2 - 3 | Casalmaggiore | 28-26, 26-24, 18-25, 19-25, 15-17 |
| 17ª giornata - 21 gennaio 2024 PalaWanny, Firenze                         | Firenze         | 3 - 0 | Trentino      | 25-19, 25-23, 25-15               |
| 18ª giornata - 28 gennaio 2024 PalaTrento, Trentino                       | Trentino        | 1 - 3 | AGIL          | 12-25, 25-21, 21-25, 22-25        |
| 19ª giornata - 4 febbraio 2024 PalaWanny, Firenze                         | Savino Del Bene | 3 - 0 | Trentino      | 25-18, 25-13, 25-17               |
| 20ª giornata - 11 febbraio 2024 PalaCastagnaretta, Cuneo                  | Cuneo Granda    | 1 - 3 | Trentino      | 20-25, 18-25, 25-15, 19-25        |
| 21ª giornata - 25 febbraio 2024 PalaTrento, Trentino                      | Trentino        | 1 - 3 | Chieri '76    | 27-29, 25-21, 20-25, 14-25        |
| 22ª giornata - 3 marzo 2024 PalaCampanara, Pesaro                         | Megavolley      | 3 - 0 | Trentino      | 25-21, 25-23, 25-15               |
| 23ª giornata - 20 marzo 2024 PalaTrento, Trentino                         | Trentino        | 1 - 3 | Bergamo 1991  | 25-22, 20-25, 27-29, 19-25        |
| 24ª giornata - 10 marzo 2024 Palazzetto dello Sport, Roma                 | Roma Club       | 3 - 2 | Trentino      | 25-18, 25-20, 19-25, 20-25, 15-10 |
| 25ª giornata - 16 marzo 2024 PalaTrento, Trentino                         | Trentino        | 3 - 1 | UYBA          | 25-23, 18-25, 25-18, 25-21        |
| 26ª giornata - 24 marzo 2024 Palazzetto dello Sport, Villafranca Piemonte | Pinerolo        | 3 - 0 | Trentino      | 25-14, 26-24, 25-19               |

## Statistiche

### Statistiche di squadra
| Competizione | Punti | In casa | In casa | In casa | In trasferta | In trasferta | In trasferta | Totale | Totale | Totale |
| Competizione | Punti | G       | V       | P       | G            | V            | P            | G      | V      | P      |
| ------------ | ----- | ------- | ------- | ------- | ------------ | ------------ | ------------ | ------ | ------ | ------ |
| Serie A1     | 11    | 13      | 2       | 11      | 13           | 1            | 12           | 26     | 3      | 23     |
| Totale       | -     | 13      | 2       | 11      | 13           | 1            | 12           | 26     | 3      | 23     |

G = partite giocate; V = partite vinte; P = partite perse

### Statistiche dei giocatori
| Giocatore      | Serie A1 | Serie A1 | Serie A1 | Serie A1 | Serie A1 | Totale | Totale | Totale | Totale | Totale |
| Giocatore      | P        | PT       | AV       | MV       | BV       | P      | PT     | AV     | MV     | BV     |
| -------------- | -------- | -------- | -------- | -------- | -------- | ------ | ------ | ------ | ------ | ------ |
| R. Acosta      | 14       | 71       | 62       | 9        | 0        | 14     | 71     | 62     | 9      | 0      |
| G. Angelina    | 16       | 83       | 76       | 6        | 1        | 16     | 83     | 76     | 6      | 1      |
| C. DeHoog      | 26       | 320      | 289      | 18       | 13       | 26     | 320    | 289    | 18     | 13     |
| M. Gates       | 4        | 31       | 20       | 5        | 6        | 4      | 31     | 20     | 5      | 6      |
| G. Guiducci    | 25       | 31       | 15       | 5        | 11       | 25     | 31     | 15     | 5      | 11     |
| G. Marconato   | 24       | 78       | 50       | 22       | 6        | 24     | 78     | 50     | 22     | 6      |
| C. Mason       | 15       | 51       | 43       | 6        | 2        | 15     | 51     | 43     | 6      | 2      |
| F. Michieletto | 26       | 218      | 193      | 11       | 14       | 26     | 218    | 193    | 11     | 14     |
| A. Mistretta   | 13       | 0        | 0        | 0        | 0        | 13     | 0      | 0      | 0      | 0      |
| G. Moretto     | 26       | 51       | 33       | 14       | 4        | 26     | 51     | 33     | 14     | 4      |
| R. Olivotto    | 23       | 137      | 85       | 43       | 9        | 23     | 137    | 85     | 43     | 9      |
| F. Parlangeli  | 24       | 0        | 0        | 0        | 0        | 24     | 0      | 0      | 0      | 0      |
| V. Passaro     | 6        | 0        | 0        | 0        | 0        | 6      | 0      | 0      | 0      | 0      |
| J. Ščerban'    | 26       | 215      | 191      | 16       | 8        | 26     | 215    | 191    | 16     | 8      |
| I. Scholten    | 7        | 36       | 34       | 2        | 0        | 7      | 36     | 34     | 2      | 0      |
| M. Stocco      | 14       | 18       | 7        | 8        | 3        | 14     | 18     | 7      | 8      | 3      |
| V. Zago        | 5        | 24       | 24       | 0        | 0        | 5      | 24     | 24     | 0      | 0      |

P = presenze; PT = punti totali; AV = attacchi vincenti; MV = muri vincenti; BV = battute vincenti